# 大通り (宇都宮市)

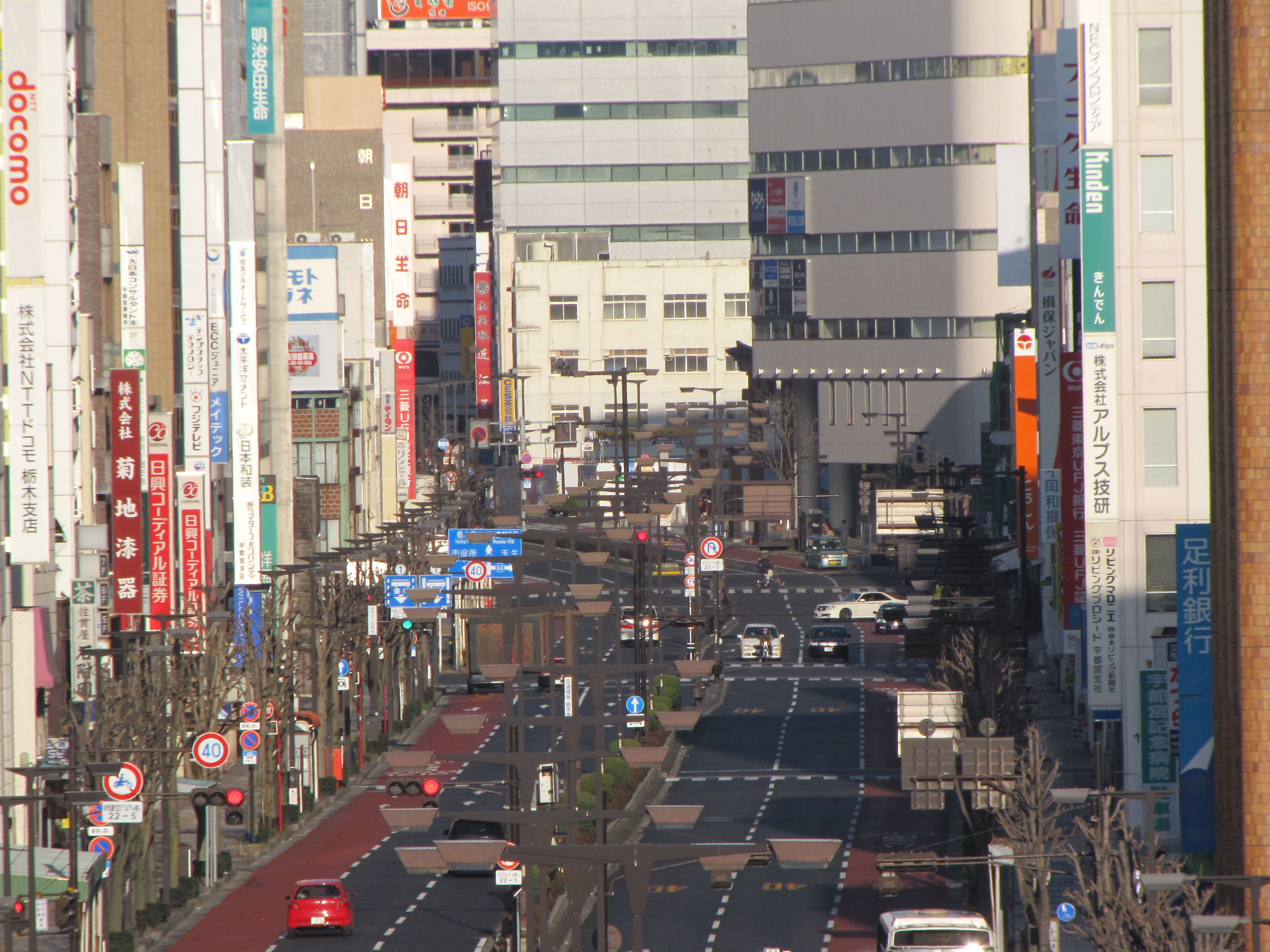
大通り。宇都宮中心市街地は写真奥。手前沿道にはオフィスビルが並ぶ。

栃木県宇都宮市における大通り（おおどおり）は、同市中心部、JR宇都宮駅の西方に伸びる通りの一般名称である。正式名称は「都市計画道路3・2・101号大通り」。国道119号（日光街道）、県道宇都宮那須烏山線、県道宇都宮笠間線、県道宇都宮停車場線のそれぞれ一部からなる。
大通りという名前の通り、同市のメインストリートとなっており、交通量も多い。オフィス、銀行などの金融機関、各種商業施設が集中している。

## 歴史
江戸時代初頭の宇都宮城主・本多正純が、奥州街道と日光街道の交点を城下町の北西へ移し、宇都宮二荒山神社と宇都宮城の間を貫く東西方向の街道として整備し直したのが大通りの起源である。ただし当時の奥州街道は、遠見遮断のため曲師町（現・オリオン通り）の方へ曲げるなど、一直線の通りではなかった。
現行の直線的な大通りを整備したのは栃木県令の三島通庸である。三島は1884年（明治17年）に県庁を栃木から宇都宮に移す際に、1週間の突貫工事で大通りを造らせ、道を拡幅した。通りの両側に面する住家には、拡幅分だけ後退するように申し付け、不平・苦情を言った者を巡査に拘引留置させ、移転が間に合わないと言った者の家の軒先を大工や人夫に削り取らせるといったように強権的に工事を推し進めた。同年国道指定を受け、翌1885年（明治18年）に大通りの突き当りに宇都宮駅が開業し、大通りは宇都宮駅の駅前通りとなった。
宇都宮市街は大正から昭和初期にかけて膨張し、大通り沿いは商業地として確立した。1931年（昭和6年）、1.6 kmの区間が栃木県で初めて舗装された。翌1932年（昭和7年）に都市計画道路の決定により幅員18 mとすることが決定したが、宇都宮空襲による市街地の大半の焼失を受け、1952年（昭和27年）に幅員30 mへ拡幅することが決定した。
1950年（昭和25年）4月より戦災復興事業の一環で宇都宮駅から池上町までの区間の拡幅工事が実施され、1958年（昭和33年）11月に完成した。池上町以西は拡幅対象外で、将来において施工するとされていたが、1970年代の急激な都市化の進展により交通量が増大したため、1980年（昭和55年）度より栃木県の事業として拡幅工事が始まり、2001年（平成13年）度に完了した。

## 道路概況

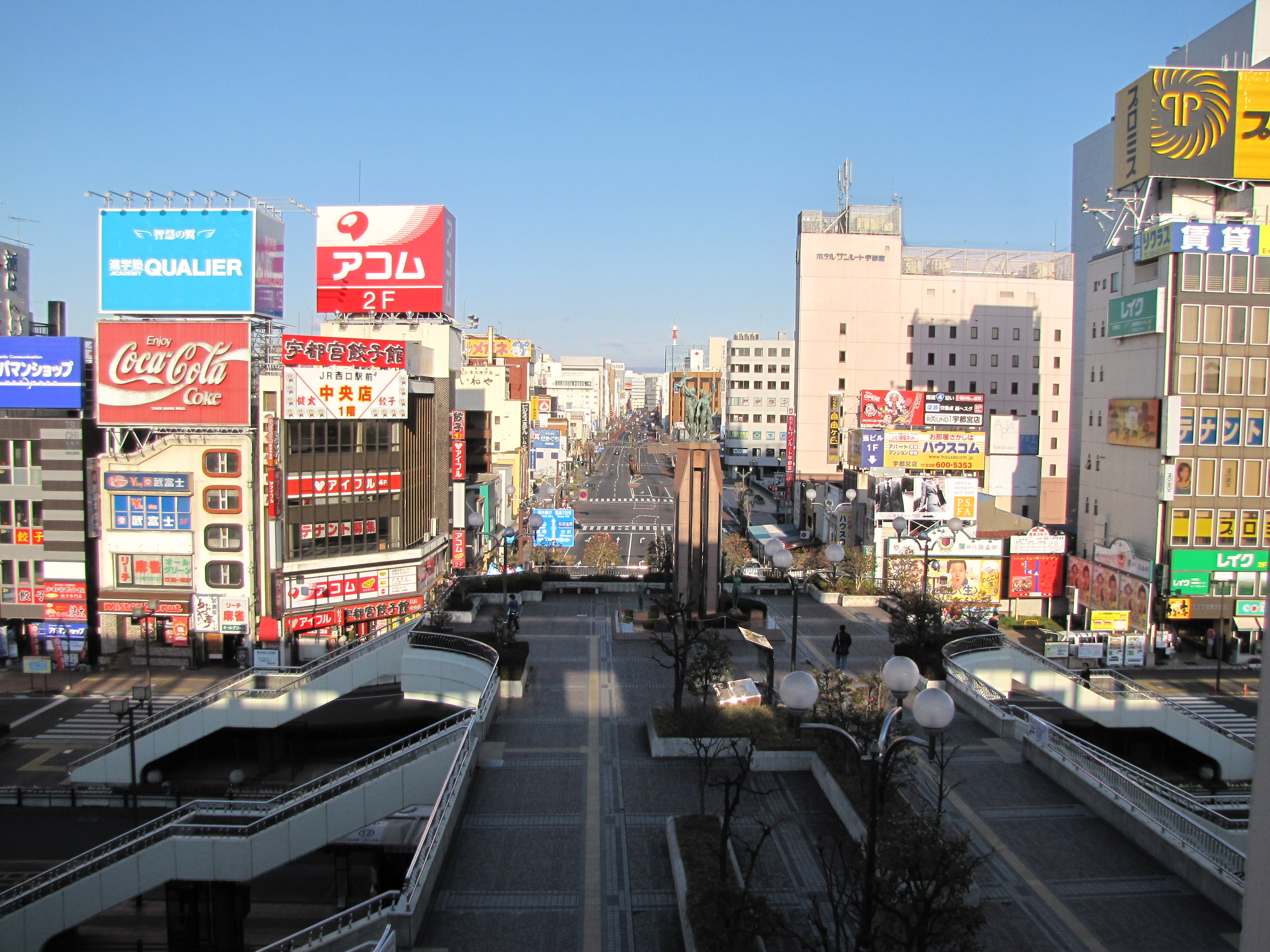
JR宇都宮駅より大通りを望む（2009年3月）

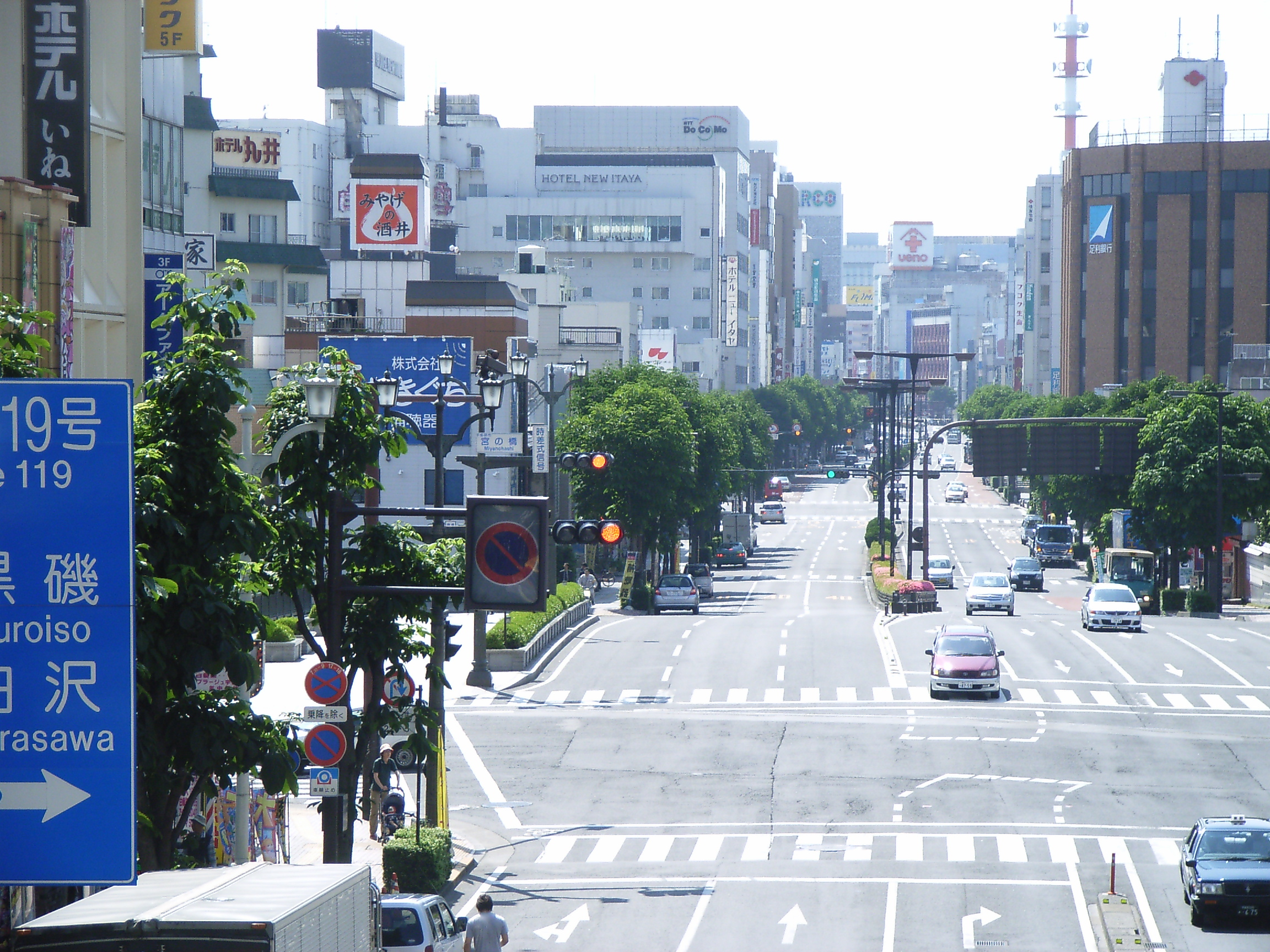
宇都宮駅前から見る大通り（2005年6月）

### 距離
- 全区間2.9km[1]

### 車線
- 上下6車線（片側3車線）

### 路線
- 国道119号（日光街道）（一部）：池上町交差点から桜2丁目交差点（通称：桜通り十文字）まで
- 県道宇都宮那須烏山線（一部）：池上町交差点から大通り1丁目交差点（通称：宮島町十文字）まで
- 県道宇都宮笠間線（一部）：大通り1丁目交差点から宮の橋交差点まで
- 県道宇都宮停車場線：全線

### 主な接続路線と交差点（東から順に）
- 県道宇都宮笠間線（川向銀座通り）、県道氏家宇都宮線（奥州街道・白沢街道）：宮の橋交差点にて
- 県道宇都宮結城線（今小路通り）、県道宇都宮那須烏山線（東通り）：大通り1丁目交差点（宮島町十文字）にて
- バンバ通り：馬場通り1丁目交差点にて
- 県道宇都宮向田線（中央通り）：本町交差点にて
- 国道119号（東京街道）：池上町交差点にて
- 国道119号、県道宇都宮栃木線（桜通り）：桜2丁目交差点にて
- 県道宇都宮今市線（大谷街道）：桜2丁目交差点（桜通り十文字）にて、なお桜2丁目交差点より西は4車線に減少する。

### 交差する川
- 田川（宮の橋）
- 釜川
- 新川

## 路線バス
大通りは、JR宇都宮駅および東武宇都宮駅から宇都宮市内各地、及び鹿沼市、日光市、芳賀町、真岡市方面などへ向かう路線バスの集中地区でもある。大通りを経由する路線を持つバス会社は次のとおり。
- 関東自動車
- JRバス関東

## 主な施設
- 宇都宮駅前ビル
  - 栃木県民球団（栃木ゴールデンブレーブス）本社
- 宇都宮記念病院
- 宇都宮共和大学宇都宮シティキャンパス
- 明治安田生命宇都宮大通りビル
  - 元気寿司本社
  - 第一学院高等学校宇都宮キャンパス
- 宇都宮PEAKS
- 宇都宮二荒山神社
- 相生ビル／パルコ宇都宮店（閉鎖）
- うつのみや表参道スクエア
- シティタワー宇都宮
- MEGAドン・キホーテ ラパーク宇都宮店（斎藤会館）
- 宇都宮TDビルディング（東京電力）
- NMF宇都宮ビル（旧東京生命宇都宮ビル）
- 下野新聞ビル
- 宇都宮東武ホテルグランデ
- 宇都宮KSビル
  - 飛鳥未来きずな高等学校宇都宮キャンパス
- 宇都宮地方裁判所・家庭裁判所
- 宇都宮地方法務総合庁舎
  - 宇都宮地方検察庁
  - 宇都宮地方法務局
  - 東京出入国在留管理局宇都宮出張所

※ かつては映画館『宇都宮第一東宝』もあったが、2007年11月30日に閉館している。

## LRT計画

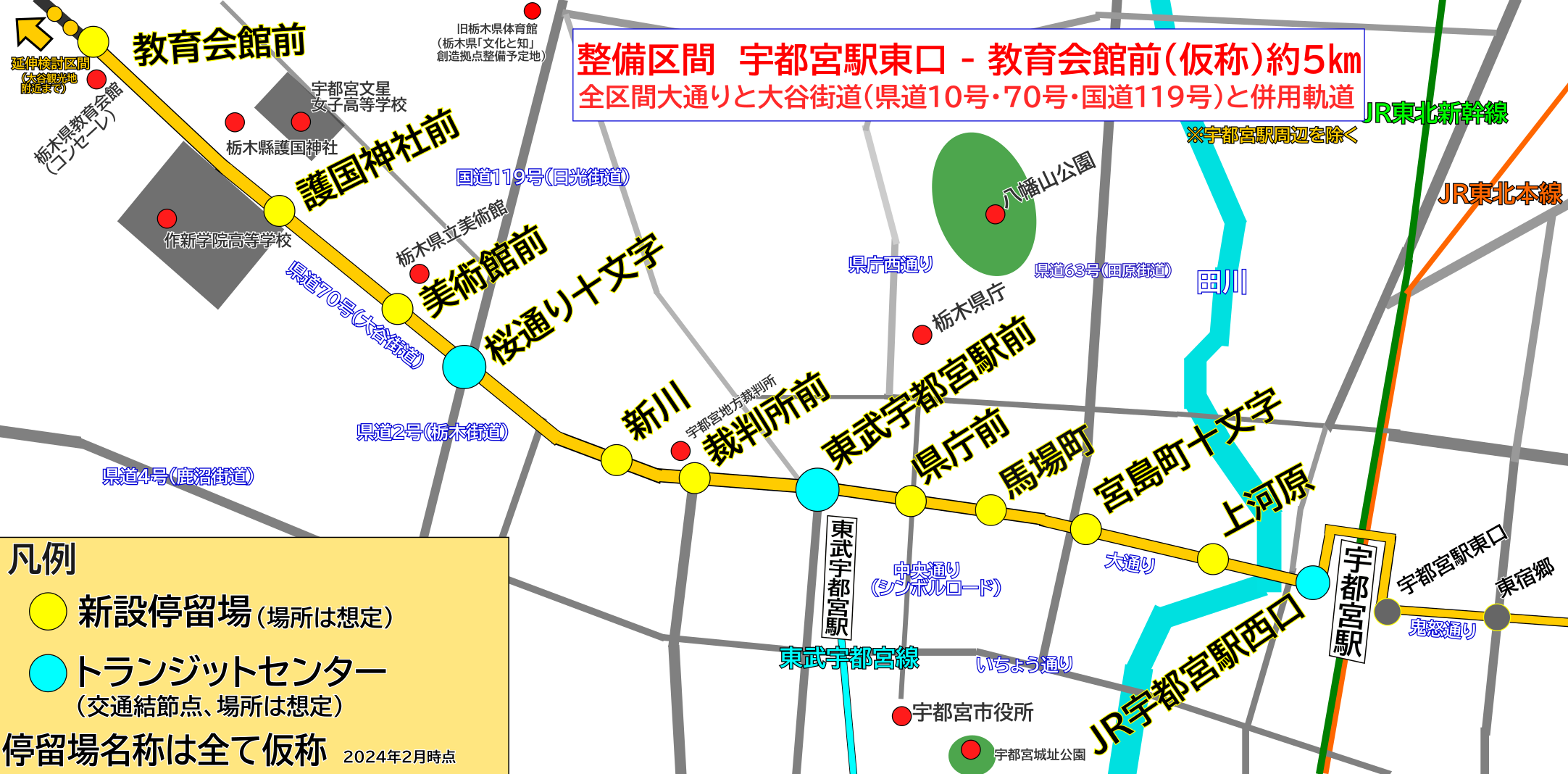
延伸区間の地図（2024年時点）

宇都宮市では、渋滞緩和や中心市街地活性化、コンパクトシティの形成といった面からLRT（次世代路面電車）によりJR宇都宮駅の東西を結ぶという計画を立ち上げており、大通りもその路線に含まれる。宇都宮駅東口より駅を横断し栃木県教育会館付近までの約5kmに整備され、2030年代前半に開業する予定である。なお、宇都宮駅より東側の区間は2023年にすでに開業している。